# Claus von Bevern
Cornelius Claus von Bevern (auch Cornelis, Claes und van Beveren) war ein niederländischer Seeoffizier, der sich im letzten Viertel des 17. Jahrhunderts als Geschwaderkommodore in der kurbrandenburgischen Marine des Großen Kurfürsten Friedrich Wilhelm auszeichnete.

## In brandenburgischen Diensten

### Nord- und Ostsee 1676–1677
Claus von Bevern wurde im März 1676 erstmals erwähnt, als Kommandant einer Fregatte bei der Aufstellung eines brandenburgischen Geschwaders durch Benjamin Raule während des brandenburgisch-schwedischen Kriegs. Raule war am 10. Februar 1676 in Berlin vom Kurfürsten vertraglich verpflichtet worden, diesem als „dero Rath und Schiffs-Director“ am 1. April in Vlissingen oder Middelburg fünf Fregatten und sechs Schaluppen zur Verfügung zu stellen. Bevern wurde offensichtlich schon bald, wenn nicht gar sofort, zum Geschwaderchef ernannt.
Nachdem er im Februar 1677 in Amsterdam erneut Matrosen für Raule und den Kurfürsten angeworben hatte, führte er im Sommer 1677 einen brandenburgischen Schiffsverband, der erfolgreich Stettin blockierte. Im August 1677 wurde er vom Kurfürsten mit drei Schiffen, der Fregatte Chur Prinz (36 Kanonen), der Einhorn (der kurz zuvor den Schweden weggenommenen Enhorn, 12 Kanonen) und der Maria (4 Kanonen), in die Elbmündung entsandt, um dort französische Schiffe zu kapern und außerdem von der Stadt Hamburg durch das Aufbringen von Schiffen 100.000 Reichstaler Schulden einzutreiben. Dies Unterfangen war insoweit erfolgreich, als mehrere Schiffe gekapert und in Kopenhagen versteigert wurden und die Stadt schließlich auf Vermittlung der niederländischen Generalstaaten 125.000 Taler zahlte.

### Eroberung derCarolus Secundus1680
Im August 1680 führte Bevern auf Befehl des Kurfürsten ein kleines Geschwader von Pillau in den westlichen Teil des Ärmelkanals, um dort spanischen Schiffen zwecks Kaperung aufzulauern, weil Spanien trotz aller diplomatischen Verhandlungen dem Kurfürsten auf Grund des Subsidienvertrags vom 21. Juni/1. Juli 1675 aus der Zeit des Holländischen Kriegs (1672–79) noch immer eine Subsidienzahlung von rund 1,8 Millionen Talern schuldete. Sollte dies nicht innerhalb von zwei Wochen gelingen, so sollte Bevern erst nach Cádiz und dann in die Karibik weitersegeln und dort der spanischen Silberflotte auflauern. Das Geschwader lief am 14. August 1680 aus Pillau aus und bestand aus sechs Fregatten mit zusammen 160 Kanonen, 515 meist niederländischen Seeleuten und 180 Seesoldaten: Friedrich Wilhelm (Kpt. Claus von Bevern, 43 Kanonen, 120 Seeleute, 42 Seesoldaten), Churprinz (Kpt. Cornelis Reers, 32/101/40), Dorothea (Kpt. Thomas Aldersen, 32/100/40), Rother Löwe (Kpt. Jean le Sage, 20/70/20), Fuchs (Kpt. Martin Ferdinand Fors, 20/65/20) und Berlin (Kpt. Claes Sibrands, 16/50/20). sowie dem Brander Salamander (Kpt. Marsilius Coch, 2 Kanonen, 14 Mann Besatzung) und einem Versorger. Der Brander geriet bereits bei Danzig auf Grund, verlor seinen Hauptmast, musste zwecks Reparatur zurückgeschickt werden und stieß dann erst in Helsingør wieder zum Geschwader. Dänemark, das ebenfalls noch Gelder von Spanien forderte, öffnete seine Gewässer insgeheim für das brandenburgische Geschwader.

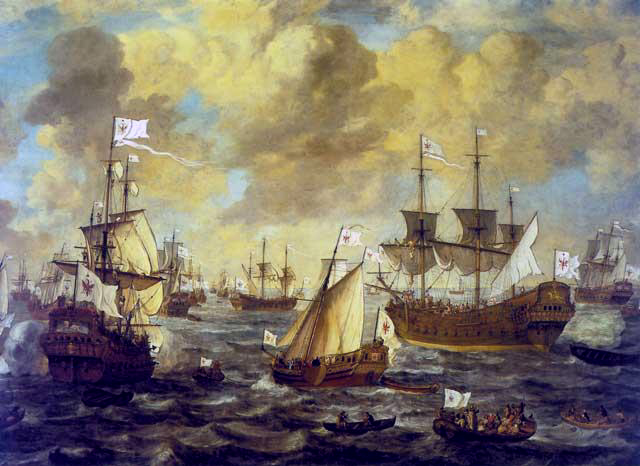
Die Markgraf von Brandenburg (vorn rechts) auf einem Gemälde von 1684

Am 18. September 1680 stieß Bevern auf das vor Ostende vor Anker liegende und mit Brabanter Spitzen und Leinen beladene und mit 28 Kanonen bewaffnete spanische Schiff Carolus Secundus. Er griff die überraschten Spanier sofort mit seinem Flaggschiff, der Fregatte Friedrich Wilhelm, an und ließ das Schiff entern und in Besitz nehmen. Entgegen seiner Order geleitete Bevern mit den beiden Fregatten Friedrich Wilhelm und Dorothea seine Prise mit ihrer von ihm auf etwa 1 Million Taler geschätzten Ladung selbst nach Pillau und schickte seinen Stellvertreter Cornelis Reers mit dem Rest des Geschwaders in die Karibik und den Golf von Mexiko. Bevern und die Carolus Secundus trafen  am 18. Oktober 1680 in Pillau ein. Entweder die Prisenbesatzung oder, laut manchen Berichten, Benjamin Raule selbst schafften jedoch soviel der Ladung zum eigenen Vorteil beiseite, dass deren Versteigerung nur rund 100.000 Taler in die kurfürstliche Kasse brachte.
Die Kaperung erzeugte viel diplomatischen Wirbel, denn Brandenburg und Spanien befanden sich nicht im Krieg, aber da Frankreich in der Angelegenheit passiv blieb, behielt der Kurfürst das Schiff. Es wurde mit 50 Kanonen, 50 Seesoldaten und 150 Mann seemännischer Besatzung ausgestattet und unter dem Namen Markgraf von Brandenburg in die kurbrandenburgische Flotte eingereiht. Es war damit das erste vom Kurfürsten selbst und nicht von Raule bewaffnete und ausgestattete kurbrandenburgische Schiff.

### Kaperfahrt im Golf von Mexiko 1680–1681
Cornelis Reers kreuzte mit dem Rest des Geschwaders vier Monate lang ohne viel Erfolg in der Karibik und kehrte Ende Mai 1681 lediglich mit einer im Februar 1681 gekaperten und mit Madeira, damals als „Kanarisekt“ bekannt, und Branntwein beladenen Prise namens San Jose nach Pillau zurück. Zuvor hatte er wohl zwei weitere kleine Schiffe aufgebracht, die er Ende 1680 oder Anfang 1681 in Jamaika verkaufte. Laut manchen Berichten verschwand das Prisenkommando eines dieser beiden Schiffe mit dem Erlös.

## Auswirkungen
Insgesamt entsprach der materielle Gewinn der Unternehmung somit nicht den Erwartungen, denn er deckte kaum die Kosten, die durch die Ausrüstung und Bewaffnung der Schiffe entstanden waren. Auf Grund der geringen Erfolge und der Proteste anderer europäischer Mächte ließ Kurfürst Friedrich Wilhelm die Kaperunternehmungen bald danach einstellen. Raule veranlasste noch im Jahre 1680 die Entlassung Beverns aus brandenburgischen Diensten.

## Geschichtliche Richtigstellung
Frühere Berichte, Bevern selbst habe die Kaperfahrt in der Karibik befehligt und habe im Spätsommer 1681 auf seiner Heimreise dem ihm entgegenkommenden brandenburgischen Geschwader unter Thomas Alders auf der gerade erbeuteten Markgraf von Brandenburg (ex Carolus Secundus) bei Dünkirchen Seesoldaten und genug Seeleute zur Vervollständigung seiner Schiffsbesatzungen abgegeben, ehe er selbst mit seinem Geschwader nach Pillau weitersegelte, sind offensichtlich unzutreffend. Alders, der zu diesem Zeitpunkt nur die drei Fregatten Markgraf von Brandenburg, Rother Löwe und Fuchs befehligte, traf bei Dünkirchen nicht auf den heimkehrenden Bevern, sondern auf den bereits im Frühjahr 1681 mit den drei kleineren Schiffen Prinzess Marie, Eichhorn und Wasserhund zum Kaperkrieg gegen die Spanier in den Ärmelkanal geschickten Johann Lacher. Alders vereinigte die beiden kleinen Geschwader unter seinem Befehl und segelte dann weiter nach Süden. Am 30. September 1681 geriet er bei dem Cabo de São Vicente in ein zweistündiges Seegefecht mit einem überlegenen spanischen Geschwader von 12 Galeonen. Nach dem Verlust von 10 Toten und ca. 30 Verwundeten zog er sich mit seinem Geschwader in das portugiesische Lagos zurück.

## Ehrung
Die deutsche Kriegsmarine benannte im August 1938 eines ihrer Versuchsboote nach Claus von Bevern; siehe V 190.